# The Genius：黑色石榴石第五回合
《The Genius：黑色石榴石》（韓語：더 지니어스: 블랙 가넷），是韓國TVN電視台的心理戰遊戲綜藝節目《The Genius》系列第三季，逢周三晚間11點30分（韓國時間）播出，邀請13位各界精英參賽，透過遊戲進行玩家間的心理攻防戰，每集淘汰一名參賽者。遊戲最初每位玩家都有一個寶石籌碼，每個寶石籌碼價值100萬韓圜，玩家通過遊戲賺取寶石籌碼，最終勝利時可以兌換相應金額的獎金。 

《The Genius：黑色石榴石》（韓語：더 지니어스: 블랙 가넷）第五回合於2014年10月29日首播。該回合的主要競賽 (Main Match)是《礦工遊戲》（韓語：광부 게임），死亡競賽 (Death Match)是《雙面撲克》（韓語：양면포커）。

本回合優勝者為： 

吳賢玟

本回合最終淘汰者為： 

劉秀真

## 主要競賽：礦工遊戲

### 遊戲規則
1. 遊戲一共有三輪，每輪每組都會採礦一次。
2. 每名玩家在遊戲開始前將隨機成為三人一組，一共三組。
3. 第一輪時，第一組將先「採礦」，然後第二組，最後第三組。第二輪和第三輪時，由最低分數的組別先「採礦」，然後第二低分的組別，最後第三低分的組別
4. 每組開始「採礦」前，其餘兩組的六名成員都會輪流獨自進入莊家房間告訴自己的分數預測。
5. 每玩家的分數預測上限是50分，下限是1分。
6. 「採礦」時，每組要決定玩家順序。每名玩家一定最小要「採礦」一次。玩家「採礦」時，要伸進一隻手入「礦山」，然後拿出立方形的礦產。玩家一定要最小「採礦」一顆，而沒有「採礦」上限。
7. 當一組想停止「採礦」，玩家可以提出「停止」。
8. 每組「採礦」結束後，所有立方形的礦產將重新放進「礦山」𥚃。
9. 如果「採礦」時，採出3個炸彈，「採礦」立即停止和宣告失敗，該組的得分會是0分。
10. 「礦山」𥚃有5種礦產：

金：一共有14個；每顆是3分。

銀：一共有14個；每顆是2分。

銅：一共有14個；每顆是1分。

炸彈：一共有5個；每顆是0分。

鑽石：一共有2個；每顆會令得分雙倍。

1. 如果「採礦」的得分比六名玩家分數預測的總和為小，「採礦組」每人將平分「採礦」得分。分數預測最高的玩家將會損失他的分數預測數目的分數，而分數預測最低的玩家將會獲得分數預測最高的玩家的分數預測數目的分數。其他玩家則一律獲得零分。
2. 如果「採礦」的得分比六名玩家分數預測的總和一樣或為多，「採礦組」每人將獲得「採礦組」每人將平分（「採礦」減 分數預測的總和）的得分。玩家將會獲得他們分數預測的分數。
3. 如果「採礦」時採出3個炸彈，「採礦組」將獲得零分，玩家將會獲得他們分數預測的分數。
4. 遊戲結束後，每組分數最高的玩家將會獲得3顆石榴石。所有玩家中最高得分者將成為優勝者和獲得1個黑色石榴石。所有玩家中最低得分者將成為淘汰後選人。

### 遊戲結果
主要競賽結果
| 名次 | 分數 | 組     | 玩家   | 成績             | 石榴石變化 |
| ---- | ---- | ------ | ------ | ---------------- | ---------- |
| 01   | 91   | 第二組 | 吳賢玟 | 優勝者           | +3         |
| 02   | 65   | 第三組 | 申雅英 | 安全             | +3         |
| 03   | 54   | 第三組 | 張東民 | 豁免             | 0          |
| 04   | 51   | 第二組 | 金宥賢 | 安全             | 0          |
| 04   | 51   | 第三組 | 劉秀真 | 死亡競賽指定對手 | 0          |
| 06   | 44   | 第一組 | 河戀姝 | 安全             | +3         |
| 07   | 43   | 第一組 | 李鍾範 | 安全             | 0          |
| 08   | 16   | 第二組 | 金楨勳 | 安全             | 0          |
| 09   | 15   | 第一組 | 崔連勝 | 淘汰候選人       | 0          |

石榴石數目
| 玩家       | 最初紅色石榴石數目 | 變化  | 最終紅色石榴石數目 | 最初黑色石榴石數目 | 變化 | 最終黑色石榴石數目 |
| ---------- | ------------------ | ----- | ------------------ | ------------------ | ---- | ------------------ |
| 吳賢玟     | 7                  | +81,3 | 15                 | 0                  | +13  | 1                  |
| 河戀姝     | 6                  | +33   | 9                  | 0                  | 0    | 0                  |
| 申雅英     | 5                  | +33   | 8                  | 1                  | 0    | 1                  |
| 崔連勝     | 5                  | +12   | 6                  | 0                  | 0    | 0                  |
| 張東民     | 5                  | 0     | 5                  | 0                  | 0    | 0                  |
| 李鍾範     | 4                  | 0     | 4                  | 0                  | 0    | 0                  |
| 金楨勳     | 3                  | 0     | 3                  | 1                  | 0    | 1                  |
| 金宥賢     | 3                  | -12   | 2                  | 1                  | 0    | 1                  |
| 劉秀真     | 5                  | -51   | 0                  | 0                  | 0    | 0                  |
|            |                    |       |                    |                    |      |                    |
| 石榴石數目 | 43                 | +9    | 52                 | 3                  | +1   | 4                  |

注解 

^1  劉秀真將石榴石給吳賢玟托管。

^2   金宥賢將在第三回合承諾的1個石榴石給予崔連勝。

^3 主要競賽每組中最高得分者獲得3個石榴石。所有玩家中最高得分者獲得1個黑色石榴石。

## 死亡競賽：雙面撲克

### 遊戲規則
1. 雙面撲克一共有90張牌。每張牌有黑白兩面，而黑白兩面的數字均不同。
2. 每名玩家在遊戲開始前有30枚籌碼。
3. 莊家在每輪前將給每名玩家一張牌，而兩名玩家的牌的白面都是公開的。牌的黑面均只有玩家本人才知道。
4. 每輪開始時，玩家要每人繳付1枚籌碼作底注。
5. 「先」玩家將會率先Betting，而每回合的優勝玩家將在下一回合成為「先」玩家。
6. 遊戲一共有4種Betting：

- Call：

兩人所下遊戲籌碼數相同，每名玩家將在b自己下注的一面比較數字大小，數字大者獲得獎池中所有籌碼。
- Raise：

一方加任意數量的遊戲籌碼，另一方選擇跟或者棄，直到Call或Fold。
- Fold：

一方選擇放棄，則另一方獲得所有遊戲籌碼，如果數字一樣，則保留遊戲籌碼進入下一輪。
- 雙面Betting:

玩家需要在白面和黑面都下對方下注的數目。如果玩家本人的牌的黑面和白面的數字都比對方黑白面都大的話，就可以獲得獎池中所有籌碼和對方需要額外給玩家10枚遊戲籌碼。如果玩家本人的牌的黑面和白面的數字任何一個數字比對方黑白面一樣或小的話，對方則可以獲得獎池中所有籌碼。

1. 當其中一名玩家失去所有籌碼時，遊戲結束，而該名玩家將成為最終淘汰者。

### 遊戲結果
崔連勝，劉秀真
| 玩家   | 勝負       |
| ------ | ---------- |
| 崔連勝 | 優勝者     |
| 劉秀真 | 最終淘汰者 |

石榴石數目
| 玩家       | 最初紅色石榴石數目 | 變化 | 最終紅色石榴石數目 | 最初黑色石榴石數目 | 變化 | 最終黑色石榴石數目 |
| ---------- | ------------------ | ---- | ------------------ | ------------------ | ---- | ------------------ |
| 吳賢玟     | 15                 | -5 1 | 10                 | 1                  | 0    | 1                  |
| 張東民     | 5                  | +51  | 10                 | 0                  | 0    | 0                  |
| 河戀姝     | 9                  | 0    | 9                  | 0                  | 0    | 0                  |
| 申雅英     | 8                  | 0    | 8                  | 1                  | 0    | 1                  |
| 崔連勝     | 6                  | 0    | 6                  | 0                  | +1   | 1                  |
| 李鍾範     | 4                  | 0    | 4                  | 0                  | 0    | 0                  |
| 金楨勳     | 3                  | 0    | 3                  | 1                  | 0    | 1                  |
| 金宥賢     | 2                  | 0    | 2                  | 1                  | 0    | 1                  |
|            |                    |      |                    |                    |      |                    |
| 劉秀真     | 0                  | 0    | 淘汰               | 0                  | 0    | 淘汰               |
|            |                    |      |                    |                    |      |                    |
| 石榴石數目 | 52                 | 0    | 52                 | 4                  | +1   | 5                  |

注解 

^1  吳賢玟將劉秀真托管的石榴石給予張東民。

## 資料來源
1. ↑  .   [2014-11-01]. （原始内容存档于2014-10-19）.
2. ↑  .   [2014-11-01]. （原始内容存档于2014-11-01）.
3. ↑  .   [2017-09-06]. （原始内容存档于2015-04-20）.
4. ↑  .   [2014-11-01]. （原始内容存档于2014-10-19）.

節目內容、參賽者資料、遊戲規則資訊來自 The Genius 遊戲的法則官方網站（页面存档备份，存于）